# Rue Saint-Genois
La rue Saint-Genois est une rue de Lille, dans le Nord, en France. 

## Situation et accès
Située dans le quartier de Lille-Centre, dans l'ancienne paroisse Saint-Maurice, la rue Saint-Genois relie la Rue du Molinel à la Rue du Priez en débouchant sur le Parvis Saint-Maurice de l' église Saint-Maurice.
Elle est desservie par la station Gare Lille-Flandres du métro de Lille. Inaugurée le 25 avril 1983 pour accueillir la première ligne de métro dans le quartier de Lille, Lille-Centre puis, depuis le 3 avril 1989, la seconde ligne.

## Origine du nom
La rue connue sous ce nom depuis l'origine honore Saint-Genesius ou Genès de Rome (Saint-Genois en français) comédien martyr chrétien.

## Historique
La rue date du Moyen-Âge, probablement du noyau primitif de  Fins mentionné dans la charte de dotation de la collégiale Saint-Pierre de 1066, puis à l'intérieur de  l'espace de l'enceinte du XIIIe siècle englobant les paroisses Saint-Maurice et Saint-Sauveur.
Une grande partie des bâtiments bordant la rue ont été détruits par les bombardements du siège de 1914 puis reconstruits dans l'entre-deux-guerres.
Quelques-uns ont été épargnés.

## Bâtiments remarquables et lieux de mémoire
La rue comprend deux bâtiments protégés au titre des monuments historiques.
- L'église Saint-Maurice[1]
- L'hôtel du Chambge d'Elbecq au numéro 3 de 1781, œuvre de l'architecte Michel-Joseph Lequeux de 1781.